# Куденко Володимир
Куде́нко Володи́мир (англ. Walter (Wolodymyr) Kudenko) (* 1936) — американський футболіст українського походження, лівий захисник; капітан команди.
Грав за аматорську та професійну команди «Тризуб / Юкрейніан Нешнлз» з Філадельфії у Філадельфійській футбольній лізі (англ. Philadelphia Soccer League) та Американській футбольній лізі (англ. American Soccer League).

## Життєпис
Народився в Україні. Батько, радянський солдат, загинув під час німецько-радянської війни. Володимир разом з матір'ю та трьома сестрами опинився у Штутгарті (Німеччина).
1950 року коштом української громади у Філадельфії Куденки приїздять до США.
Вступив до Норт-Іст-Хай-Скул (англ. Northeast High School), яку закінчив 1956 року. В цей же час грав за українську аматорську футбольну команду «Тризуб» з Філадельфії; працював, допомагаючи матері утримувати родину.
19 травня 1957 року як запрошений гравець виступив за американський німецький спортивний клуб «Фенікс» з Фістервілла в матчі проти «Кайзерслаутерна».
16 лютого 1958 року в складі команди всіх зірок АФЛ зіграв проти австрійського «Відня». В цьому ж році Куденку було запропоноване місце в олімпійській збірній США.
8 червня 1958 року потрапив в автокатастрофу. Результат аварії — множинні переломи ребер, нижньої частини хребта, множинні розриви печінки, селезінки і легень, переливання крові, 11-денне перебування в лікарні та майже річне — у гіпсі. Цей прикрий інцидент назавжди закрив йому двері до професійної футбольної кар'єри.
Через рік після страшної автокатастрофи повернувся до команди як гравець резерву, грав в товариських матчах.

## Досягнення
За результатами гри в сезоні 1957—1958 років визнаний «Найціннішим гравцем» (англ. Most Valuable Player, MVP) Американської футбольної ліги (ASL).

## Сім'я
Дружина — Марта, син — Ерік.